# Český Brod

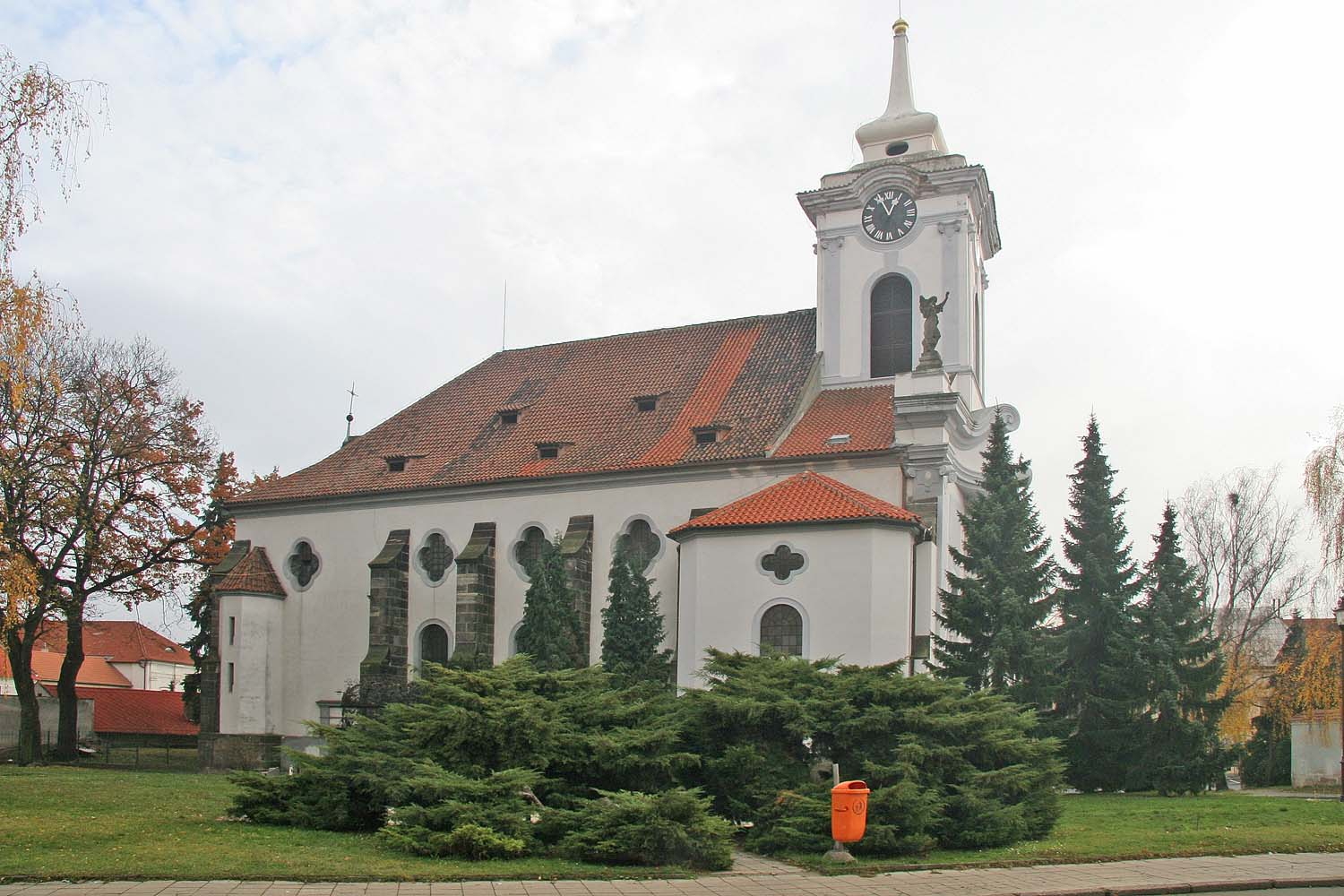
St.-Gotthard-Kirche in Český Brod

Český Brod (deutsch Böhmisch Brod) ist eine Stadt mit rund 6600 Einwohnern in Tschechien. Sie liegt in Mittelböhmen, etwa 30 km östlich von Prag an der Šembera und gehört dem Okres Kolín an.

## Geschichte
Am 30. Mai 1434 fand hier eine Schlacht der Hussitenkriege statt, bei der die Taboriten durch eine Koalition von gemäßigten Utraquisten mit altkirchlichen Katholiken besiegt wurden. Beim Dorf Lipany steht das 1881 errichtete Denkmal der Schlacht bei Lipan, in welcher Andreas Prokop fiel.
Böhmisch Brod (Brod heißt übersetzt Furt) war Bezirkshauptstadt, zum Bezirk gehörten im Jahre 1860 71 Ortschaften. Sie war Sitz der Bezirkshauptmannschaft und eines Bezirksgerichts. 1880 lebten in der Stadt 3.841 Einwohner. Es bestanden zwei Zuckerfabriken, eine Spiritusbrennerei und Dampfmühle. In den 1870er Jahren wurden Bohrungen auf Kohlenflöze bis zu 1.000 m Tiefe vorgenommen.

## Gemeindegliederung
Zur Stadt Český Brod gehören die Ortschaften Liblice (Liblitz) und Štolmíř (Stolmirsch).

## Städtepartnerschaften
- Köngen, Deutschland
- Southwell, Vereinigtes Königreich

## Söhne und Töchter der Stadt
- Oskar Benda (1845–1915), österreichischer Theaterschauspieler, -regisseur und -intendant
- Luise von Milbacher (1845–1908), österreichische Malerin
- Antonín Balšánek (1865–1921), tschechischer Architekt
- František Jakubec (1956–2016), Fußballspieler
- Miloslav Kvasnička (* 1963), Radrennfahrer